# Stadion Przeboju Wolbrom
Stadion Przeboju Wolbrom – stadion sportowy w Wolbromiu, w Polsce. Obiekt może pomieścić 1500 widzów. Swoje spotkania rozgrywają na nim piłkarze klubu Przebój Wolbrom.
Stadion był jedną z aren turnieju finałowego Pucharu Regionów UEFA w 2005 roku. Rozegrano na nim trzy spotkania fazy grupowej tych zawodów. Ponadto na obiekcie rozgrywano także spotkania faz eliminacyjnych Pucharu Regionów UEFA w latach 2004 i 2010. W latach 2007–2010 grający na tym stadionie piłkarze Przeboju Wolbrom występowali na trzecim poziomie rozgrywek ligowych.